# خانواده منسون
خانوادهٔ منسون یک کمون و فرقه بیابانی به سرپرستی چارلز منسون بود که در اواخر دهه ۱۹۶۰ در کالیفرنیا فعال بود. این گروه شامل ۱۰۰ نفر از پیروان او بود که سبک زندگی نامتعارفی داشتند که با استعمال همیشگی مواد مخدر همراه بود. بیشتر اعضای این گروه، زنان جوان با پیشینه‌ای از طبقه متوسط بودند که بسیاری از آنها توسط آموزه‌های منسون رادیکال شده و به سمت فرهنگ هیپی و زندگی اجتماعی کشیده شده بودند.
ترور ناموفق جرالد فورد رئیس‌جمهور آمریکا از جمله اقدامات این گروه بود.